# A Tulipa Negra
A Tulipa Negra, uma história decorrida no ano de 1672 sobre o botânico Cornélio Van Baerle e a bonita Rosa, é uma das novelas mais populares de Alexandre Dumas, pai, recheada de excitação e romance.

## Enredo
A cidade de Haarlem nos Países Baixos abre um concurso com um prêmio de 100 000 moedas de ouro para premiar o cientista que consiga produzir uma tulipa negra. Isto dá origem a uma competição entre os melhores botânicos do país para ganhar o dinheiro, a honra e a fama. O jovem burguês Cornélius Van Baerle quase sucedeu, quando é jogado de repente na prisão. Lá conhece a bonita Rosa, filha do guarda da prisão, que será seu conforto, ajuda e no final sua salvação.
A Tulipa Negra não é apenas uma excitante novela de um período dramático, mas também uma história de amor.
Foi originalmente publicada em três volumes em 1850 como La Tulipe noire por Baudry (Paris) e posteriormente traduzida em várias línguas.
O botânico Cornélio Van Baerle é injustiçado por questões políticas, pois um concorrente, seu vizinho (Isaac Boxtel) decide investir contra ele, porque descobre que ele tem relação com o odiado e perseguido Cornélio De Witt, então ele vai para a prisão onde se passa a melhor parte de seu romance com Rosa, a inveja de um homem que deseja seus brotos de tulipa negra, conduz o enredo à trama entre o prisioneiro injustiçado e seus inimigos, neste ponto essa obra se assemelha ao Conde de Monte Cristo, outra obra do autor.